# The Hiding Place (film)
The Hiding Place is een oorlogsfilm uit 1975, gebaseerd op het gelijknamige, in 1971 verschenen boek over Corrie ten Boom. Daarin worden haar ervaringen en die van haar familie beschreven, voorafgaand en tijdens hun gevangenschap in een Nazi-concentratiekamp in de Tweede Wereldoorlog.

## Rolverdeling
| Acteur           | Personage               |
| ---------------- | ----------------------- |
| Jeannette Clift  | Corrie ten Boom         |
| Julie Harris     | Betsie ten Boom         |
| Arthur O'Connell | Casper ten Boom, 'Papa' |
| Robert Rietti    | Willem ten Boom         |
| Pamela Sholto    | Tine                    |
| Paul Henley      | Peter ten Boom          |
| Richard Wren     | Kik ten Boom            |
| Broes Hartman    | politieman              |
| Lex van Delden   | Duitse officier         |
| Tom van Beek     | Dr. Heemstra            |
| Nigel Hawthorne  | Pastor De Ruiter        |
| John Gabriel     | Professor Zeiner        |
| Edward Burnham   |                         |
| Cyril Shaps      | bouwinspecteur Smit     |
| Forbes Collins   | Mason Smit              |
| Eileen Heckart   | Katje                   |